# Pelagskarv
Pelagskarv (Phalacrocorax pelagicus) är en fågel i familjen skarvar inom ordningen sulfåglar som förekommer på både asiatiska och amerikanska sidan av norra Stilla havet.

## Utseende och läten
Pelagskarven är en liten (63–76 cm) och slank skarv, med lång och smal hals, litet rundat huvud och mycket tunn näbb. Adult fågel är svart med vit fläck på flanken som sträcker sig upp på övergumpen, en flygig tofs på hjässan och purpurglans på halsen. Under häckningstid (mars till maj) syns även sparsamt med smala, vita plymer på halssidan. Ögonen är gröna, benen svarta och under ögat syns en mörkröd fläck med bar hud. På häckplats hörs stönande och grymtande läten.

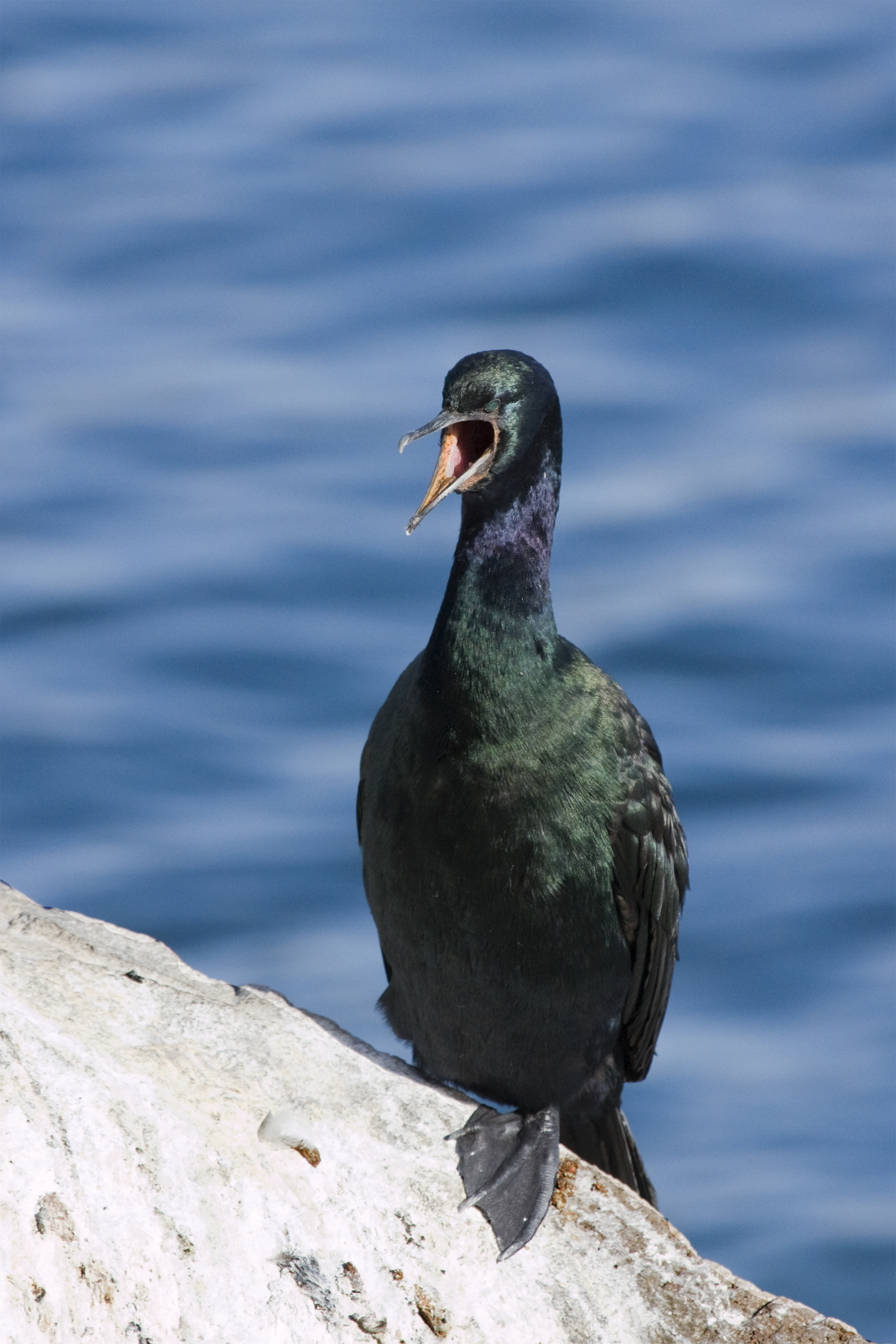
Icke-häckande adult, P. p. resplendens.
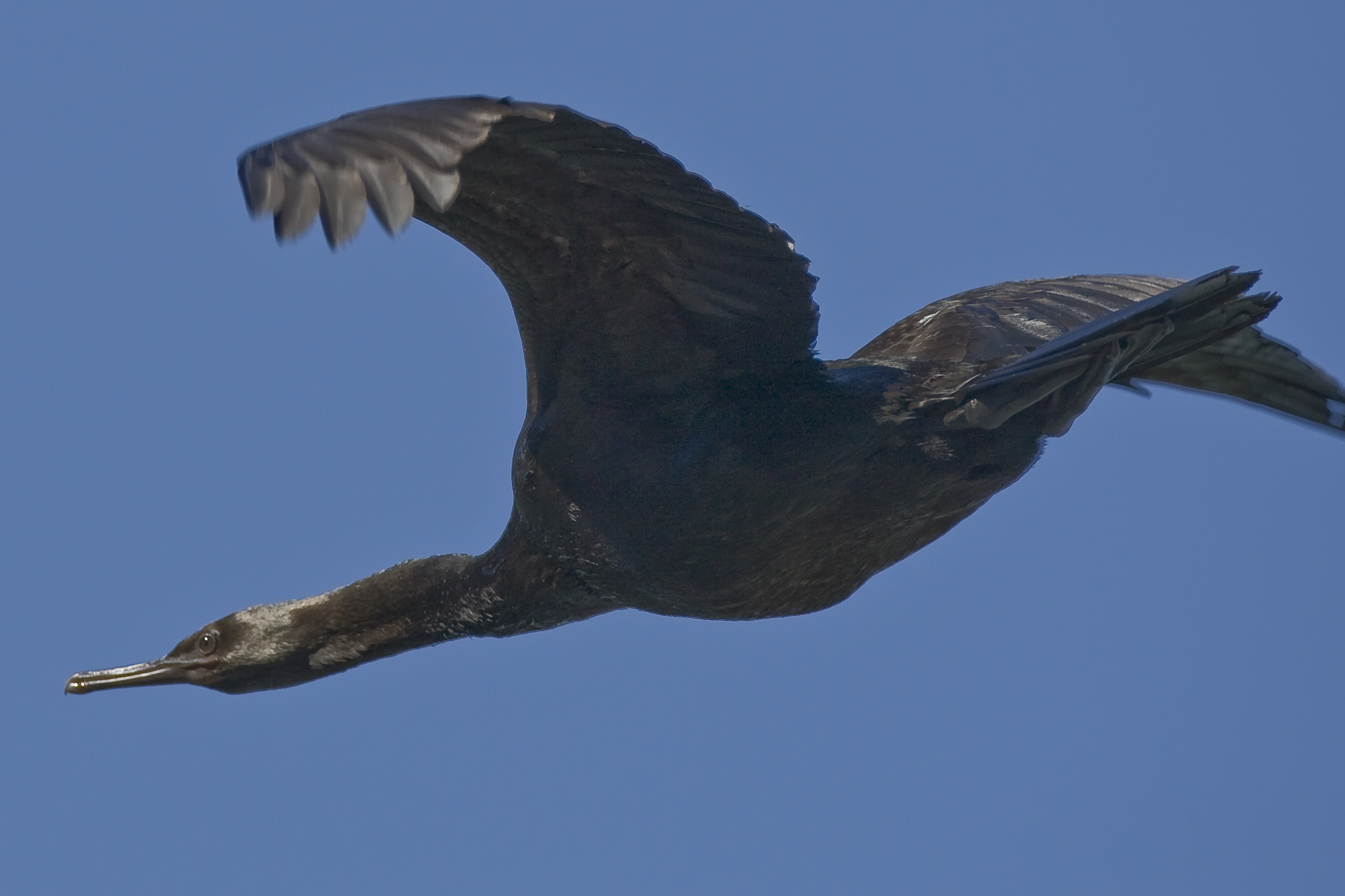
Icke-häckande adult, förmodligen P. p. resplendens.
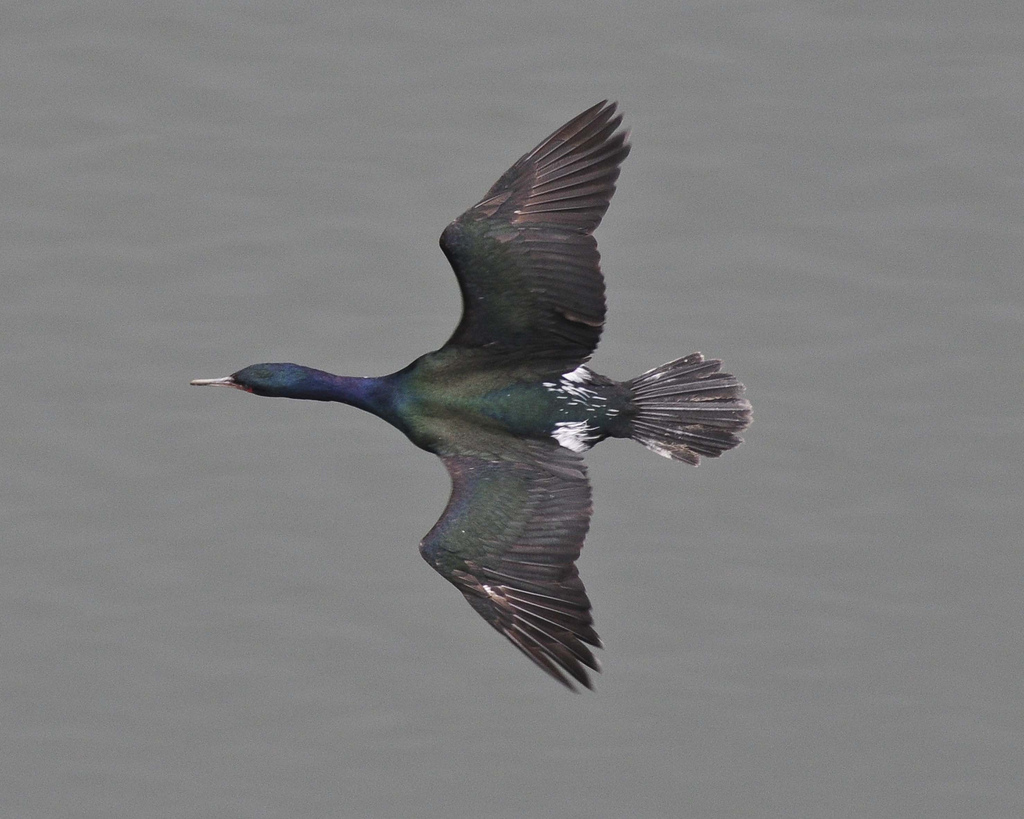
Adult i häckningsdräkt
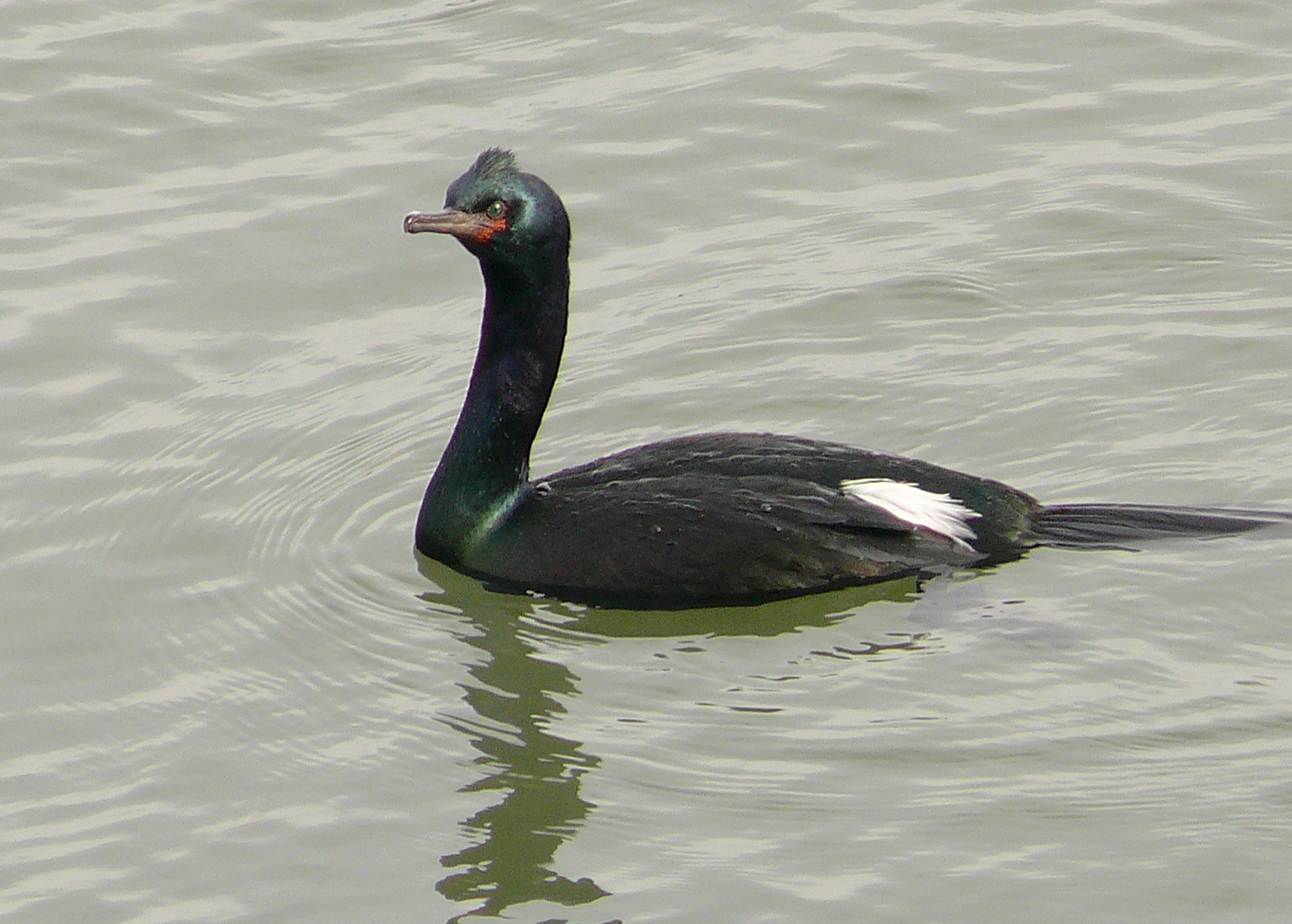
Adult i häckningsdräkt

## Utbredning och systematik
Pelagskarv delas in i två underarter med följande utbredning:
- Phalacrocorax pelagicus pelagicus – förekommer i kustområden i nordöstra Asien från Tjuktjerhalvön söderut till Kurilerna, norra Japan och nordöstra Kina (öar i Liaoning) och österut genom Kommendörsöarna, Aleuterna och Alaska till västra Kanada (Haida Gwaii); västra populationer ses vintertid söderut i Japan och östra Kina
- Phalacrocorax pelagicus resplendens – förekommer i kustområden från sydvästra British Columbia till södra Baja California

### Släktestillhörighet
Fågeln placeras liksom de allra flesta skarvar traditionellt i släktet Phalacrocorax. Efter genetiska studier som visar på att Phalacrocorax består av relativt gamla utvecklingslinjer har det delats upp i flera mindre, varvid pelagskarven förs tillsammans med sina nära släktingar beringskarven, blåstrupig skarv och den utdöda glasögonskarven till släktet Urile.

### Skarvarnas släktskap
Skarvarnas taxonomi har varit omdiskuterad. Traditionellt har de placerats gruppen i ordningen pelikanfåglar (Pelecaniformes) men de har även placerats i ordningen storkfåglar (Ciconiiformes). Molekulära och morfologiska studier har dock visat att ordningen pelikanfåglar är parafyletisk. Därför har skarvarna flyttats till den nya ordningen sulfåglar (Suliformes) tillsammans med fregattfåglar, sulor och ormhalsfåglar.

## Levnadssätt
Pelagskarven är namnet till trots en kustlevande art som hittas utmed skyddade sträckor, även i vikar. Den lever av olika typer av fisk som den fångar över klippbottnar eller i områden med kelp. Fågeln häckar i små kolonier, ibland dock enstaka, på smala klipphyllor, ibland i grottor. Äggläggning sker från maj till juli.

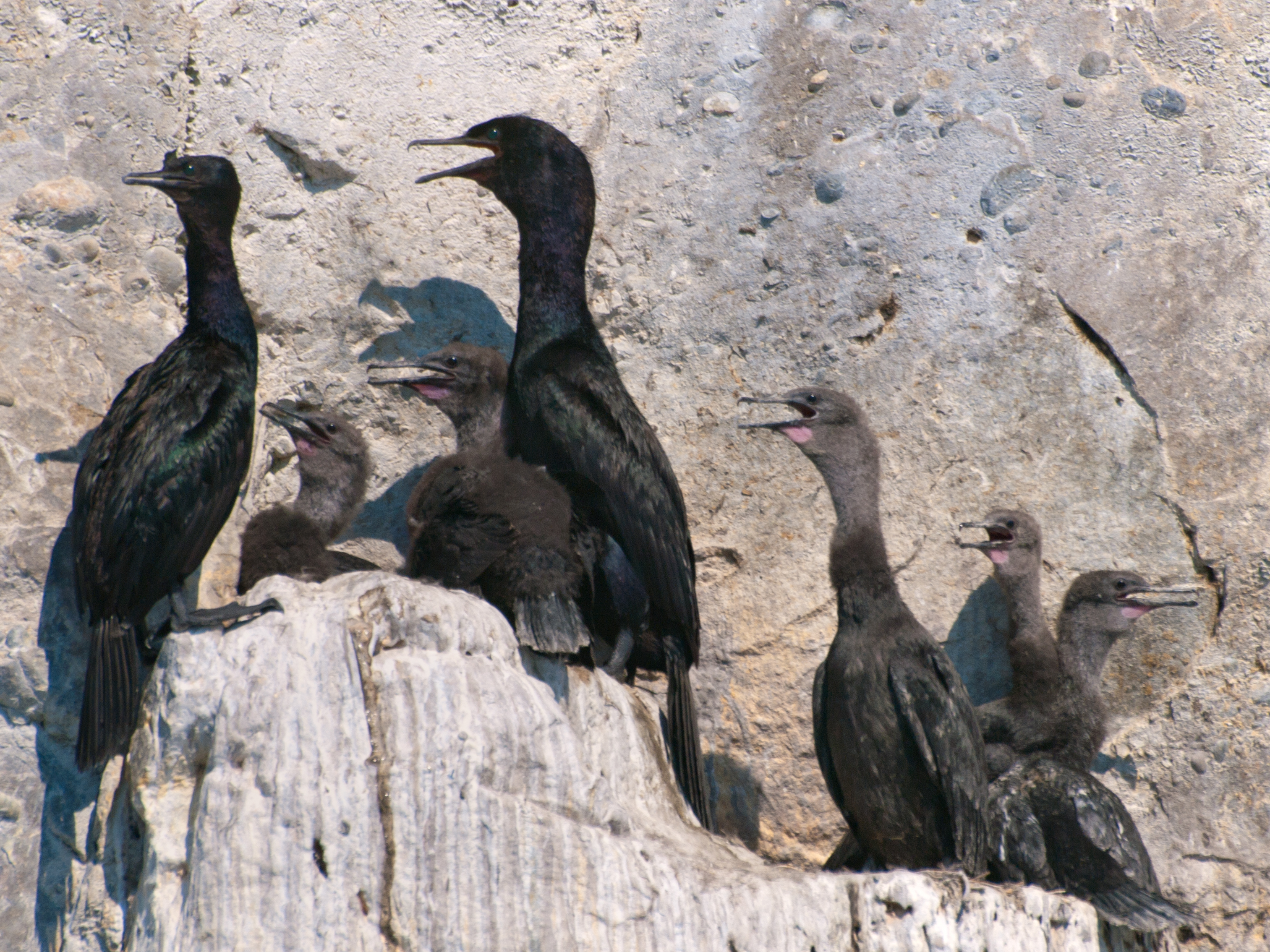
Familjegrupp vid häckningsplats, två adulta och fem juveniler.

## Status och hot
Arten har ett stort utbredningsområde och en stor population, men tros minska i antal, dock inte tillräckligt kraftigt för att den ska betraktas som hotad. IUCN kategoriserar därför arten som livskraftig (LC).